# Final Destination: Bloodlines
Final Destination: Bloodlines is een Amerikaanse bovennatuurlijke horrorfilm uit 2025, geregisseerd door Zach Lipovsky en Adam Stein. De film zal het zesde deel worden in de Final Destination-filmserie.

## Verhaal
De film volgt de achttienjarige Stefani die ontdekt dat haar nachtmerries voorgevoelens zijn die in verband staan met haar grootmoeder die in de jaren zestig aan de dood ontsnapte. Haar bloedlijn is hierdoor het doelwit geworden van 'de dood'. Stefani moet een manier vinden om haar familie te redden van een gewelddadig lot.

## Rolverdeling
| acteur              | personage               |
| ------------------- | ----------------------- |
| Kaitlyn Santa Juana | Stefani Reyes           |
| Teo Briones         | Charlie Reyes           |
| Richard Harmon      | Erik Campbell           |
| Owen Patrick Joyner | Bobby Campbell          |
| Rya Kihlstedt       | Darlene Campbell        |
| Anna Lore           | Julia Campbell          |
| Gabrielle Rose      | Iris Campbell           |
| Brec Bassinger      | jonge Iris Campbell     |
| Tinpo Lee           | Marty Reyes             |
| Alex Zahara         | Howard Campbell         |
| April Telek         | Brenda Campbell         |
| Max Lloyd-Jones     | Paul Campbell           |
| Brenna Llewellyn    | Val                     |
| Yvette Ferguson     | Beatrice Fuller         |
| Mark Brandon        | meneer Fuller           |
| Tony Todd           | William Bludworth       |
| Jayden Oniah        | jonge William Bludworth |
| Natasha Burnett     | Evie Bludworth          |

## Achtergrond

### Ontstaan
Voordat de film Final Destination 5 in augustus 2011 in première ging, gaf terugkerend acteur Tony Todd aan dat als de film succesvol zou worden er twee vervolgfilms zouden verschijnen. Ondanks het succes duurde het ruim acht jaar voordat productiebedrijf New Line Cinema in januari 2019 aankondigde aan de film te werken met Patrick Melton en Marcus Dunstan als schrijvers.

### Productie
Door de coronapandemie werden de werkzaamheden rond de film op een laag pitje gezet. Vervolgens werd in oktober 2021 bekend dat Melton en Dunstan niet meer het verhaal van de film zouden schrijven, maar vervangen zouden worden door Lori Evans Taylor. Zij zal later bijgestaan worden door Guy Busick en Jon Watts, met Watts die tevens aangenomen werd als een van de producenten voor de film. In september 2022 werden Zach Lipovsky en Adam Stein aan de film toegevoegd als de regisseurs. Tim Wynn werd in december 2024 aangenomen om de filmmuziek te componeren.
De opnames van de film zouden oorspronkelijk plaatsvinden in Vancouver van juli tot oktober 2023, midden juli werd de productie echter stilgelegd wegens de SAG-AFTRA-staking van 2023. Vervolgens vonden de opnames pas plaats van 4 maart tot en met 13 mei 2024. Hoofdrollen in de film zijn weggelegd voor Tony Todd, Brec Bassinger, Richard Harmon en Rya Kihlstedt.

## Release en ontvangst
Final Destination: Bloodlines werd door Warner Bros. Pictures wereldwijd uitgebracht. De film ging op 16 mei 2025 in première in de Amerikaanse bioscopen. De film werd naast het standaardformaat ook in IMAX uitgebracht. De film werd door recensenten in het algemeen positief ontvangen. Op Rotten Tomatoes heeft de film een score van 92% op basis van 212 beoordelingen. Metacritic komt op een score van 73/100, gebaseerd op 35 beoordelingen.